# Rógvi Poulsen
Rógvi Poulsen (31 ottobre 1989) è un ex calciatore faroese, di ruolo centrocampista.

## Carriera
Ha iniziato la sua carriera nell'AB Argir.